# مهرجان لوبركال (رواية)
مهرجان لوبركال  (بالإنجليزية: The Feast of Lupercal)‏ هي رواية للكاتب الكندي برايان مور، نشرت عام 1957، عن دار نشر ليتل براون.

## روابط خارجية
- مهرجان لوبركال على موقع الموسوعة البريطانية (الإنجليزية)